# Festival Picurt
El Festival Picurt o Mostra de Cinema de Muntanya dels Pirineus és un festival de cinema que té lloc a l'Alt Urgell a les poblacions d'Artedó i la Seu d'Urgell des de l'any 2007. Va néixer com una mostra de curtmetratges de muntanya i des de la quarta edició l'any 2010 incorpora llargmetratges.
L'any 2010 es van presentar 42 produccions de 15 països diferents.

## Edicions
- I Mostra de Curtmetratges de Muntanya dels Pirineus (2007)
- II Mostra de Curtmetratges de Muntanya dels Pirineus (2008)
- III Mostra de Curtmetratges de Muntanya dels Pirineus (2009)
- IV Mostra de Cinema de Muntanya dels Pirineus (2010)
- V Mostra de Cinema de Muntanya dels Pirineus (2011)
- VI Mostra de Cinema de Muntanya dels Pirineus (2012)
- VII Mostra de Cinema de Muntanya dels Pirineus (2013)
- VIII Mostra de Cinema de Muntanya dels Pirineus (2014)[4]
- IX Mostra de Cinema de Muntanya dels Pirineus (2015)[4]